# Eleutherodactylus dennisi
Eleutherodactylus dennisi es una especie de anfibio anuro de la familia Eleutherodactylidae.

## Distribución geográfica
Esta especie es endémica de Tamaulipas en México. Habita en Antiguo Morelos a unos 250 m de altitud.

## Descripción
Los machos miden de 23 a 28.5 mm y las hembras de 26 a 32 mm.

## Etimología
Esta especie lleva el nombre en honor a David Michael Dennis.

## Publicación original
- Lynch, 1970 : A taxonomic revision of the leptodactylid frog genus Syrrhophus Cope. University of Kansas Publications of the Museum of Natural History, vol. 20, n.º 1, p. 1-45[5]